# Neodimij
Neodimij je kemijski element atomskog (rednog) broja 60 i atomske mase 144,242(3). U periodnom sustavu elemenata predstavlja ga simbol Nd.
Neodimij je 1885. godine otkrio Carl F. Auer von Welsbach (Austrija). Ime je dobio po grčkim riječima neo i didymos što znači novi blizanac. To je srebrno bijeli metal koji brzo potamni na zraku. Sporo reagira s hladnom vodom, a mnogo brže s toplom. Kada se zagrije zapali se i izgara u Nd2O3.